# Ben Sigmund
Benjamin „Ben“ Sigmund (* 3. Februar 1981 in Blenheim) ist ein ehemaliger neuseeländischer Fußballspieler. Er trat die längste Zeit seiner Karriere für den A-League-Klub Wellington Phoenix an.

## Vereinskarriere
2001 spielte Sigmund für Christchurch United und erreichte mit dem Klub das Halbfinale um den Chatham Cup. 2002 wurde er in einer Partie der National Soccer League auf Seiten des neuseeländischen Klubs Football Kingz eingesetzt. Über die kommenden drei Jahre liegen keine Angaben vor, 2005/06 spielte er für Canterbury United, 2006 wechselte er zu Auckland City, wo er die beiden folgenden Jahre spielte (in der Sommerpause 2007 hielt er sich bei Fawkner Blues fit). Er nahm dabei unter anderem an der FIFA-Klub-Weltmeisterschaft 2006 teil, bei der Auckland nach zwei Niederlagen den letzten Rang belegte.
In der Saison 2006/07 gewann er mit Auckland die neuseeländische Meisterschaft und stand beim 3:2-Finalerfolg über Waitakere United in der Startaufstellung. Ende November 2007 wurde er zum „NZFC player of the year“ gewählt.
Im April 2008 unterschrieb er seinen ersten Profivertrag beim neuseeländischen A-League-Klub Wellington Phoenix. Nach acht Jahren in Wellington beendete er seine Karriere 2016 bei Cashmere Technical.

## Nationalmannschaft
Sigmund nahm 1997 mit der neuseeländischen U-17-Auswahl an der U-17-Weltmeisterschaft in Ägypten teil und kam beim Vorrundenaus zu zwei Einsätzen.
2000 debütierte er in der neuseeländischen A-Nationalmannschaft gegen den Oman. Erst im Mai 2008 wurde er gegen Wales erneut in den Nationalkader berufen. Er gehörte in der Folge während des OFC-Nationen-Pokals 2008 zum siegreichen Aufgebot und qualifizierte sich durch den Erfolg für den Konföderationen-Pokal 2009 und zudem für die Playoff-Spiele gegen den Asienvertreter um die WM-Teilnahme 2010. Sein erstes Länderspieltor gelang ihm im September 2008 beim 3:1-Erfolg gegen Neukaledonien.

## Erfolge
- Neuseeländischer Meister: 2007
- OFC-Nationen-Pokal-Sieger: 2008